# 데스몬드 차일드
데스몬드 차일드(Desmond Child, 1953년 10월 28일 ~ )는 미국의 작사가이자 프로듀서이다. 그는 2008년에 송라이터 명예의 전당에 헌액되었다. 그는 조셉 마피와 작곡가 엘레나 카살스의 아들이다.

## 경력
차일드의 경력은 1975년 가수 마이리암 발레, 마리아 비달, 다이애나 그라셀리와 함께 R&B의 영향을 받은 팝 록 밴드 데스몬드 차일드 & 루즈를 결성하면서 시작되었다. 이 밴드는 1979년 《워리어》의 사운드트랙에 〈Last of an Ancient Breed〉와 빌보드 핫 100에서 51위를 기록한 〈Our Love is Insane〉로 수록되었다. 그들의 두 음반은 호평을 받았지만 잘 팔리지 않았고 1980년에 해체되었다. 한 멤버인 마리아 비달은 1985년 〈Body Rock〉으로 히트를 쳤다.
차일드는 키스, 셰어, 에어로스미스, 본 조비, 보니 타일러, 드림 시어터, 페르 게슬레, 리키 마틴, 셀레나 고메즈, 켈리 클락슨과 함께 작업했다. 데스몬드는 트로이 커티스 투미넬리를 발견하고 투미넬리가 메누도에 도착하기 전에 에드가르도 디아즈에게 그를 추천한 공로를 인정받고 있으며, 결국 《가이딩 라이트》에 참여한다. 그는 앨리스 쿠퍼의 음반 《Trash》 (1989년)의 주요 파트너였다. 그는 또한 래트의 컴백 음반인 《Detonator》 (1990년)에서 작곡의 대부분을 담당했다.
차일드는 1991년 솔로 가수로 로니 스펙터가 녹음한 다이앤 워런과 공동 작곡한 곡으로 《빌보드》 톱 40 히트곡을 냈다. 〈Love on a Rooftop〉은 호주 ARIA 차트에서 55위로 정점을 찍었다.
그는 미트 로프의 음반 《Bat Out of Hell III: The Monster Is Loose》는 여섯 곡을 공동 작곡했다.